# Eraxasilus acuminatus
Eraxasilus acuminatus är en tvåvingeart som beskrevs av Carrera 1959. Eraxasilus acuminatus ingår i släktet Eraxasilus och familjen rovflugor.
Artens utbredningsområde är Paraguay. Inga underarter finns listade i Catalogue of Life.